# 미녀들의 1박 2일
《미녀들의 1박 2일》은 한국방송공사 KBS joy에서 방송 했던 오락 프로그램인 리얼 야생 로드 버라이어티를 모토로 대한민국 각지를 돌아 다니면서 1박 2일 동안 다양한 체험을 하는 프로그램이다.

## 고정 출연자

### 1기 패널
- 방송명 : 다녀오겠습니다 시즌1
- 김숙, 김이지, 정정아, 김지혜, 멀렌, 라피나

### 2기 패널
- 방송명 : 다녀오겠습니다 시즌2
- 김숙, 권진영, 서영, 강예빈, 유채영, 김이지

### 3기 패널
- 방송명 : 미녀들의 1박 2일
- 김숙, 권진영, 서영, 미라, 유채영, 김이지